# スヴァーハー
スヴァーハーもしくはスワーハー（स्वाहा [svāhā]）は、密教に於いては真言の末尾に多く使われる言葉。一般には漢訳の薩婆訶（ソワカ）として知られる。蘇婆訶、婆嚩賀、莎訶、莎呵の漢字をあてることもある。願望の成就を祈る聖句である。
ヒンドゥー教の儀式の際、供物を祭火に投じる時の掛け声としてこの言葉が唱えられる。「スヴァーハー」は、願いが神々に届くことを祈る聖句とされる。日本語では「幸いあれ」「成就あれ」などと訳される。